# Kotri
Kotri – miasto w Pakistanie, w prowincji Sindh. W 2017 roku liczyło 101 124 mieszkańców.